# New Zealand State Highway 75
Der New Zealand State Highway 75 (auch State Highway 75 oder in Kurzform SH 75) ist eine Fernstraße von nationalem Rang auf der Südinsel von Neuseeland.

## Strecke
Im Stadtteil Middleton im Zentrum von Christchurch beginnt der SH 75, gleichzeitig endet dort der New Zealand State Highway 73 und der New Zealand State Highway 76 kreuzt. Der SH 75 verläuft anfangs in südlicher Richtung bis Tai Tapu und danach nach Südosten bis nach Birdling’s Flat. Dort knickt er nach Nordosten ab und führt am nördlichen Ufer des Akaroa Harbour entlang, anschließend in südlicher Richtung am Ostufer desselben bis zur Ortschaft Akaroa.